# Giuseppe Scandellari
Pour les articles homonymes, voir Scandellari.
Giuseppe Scandellari, né à Bologne, est un peintre baroque italien.

## Biographie
Giuseppe Scandellari naît à Bologne, quelque part dans la première moitié du XVIIIe siècle et fait partie d'une famille d'artistes. Pietro et Giulio sont peintres, tandis que Giaomo Antonio et Filippo sont sculpteurs. 
Il est actif à Bologne durant la seconde moitié du XVIIIe siècle et réalise principalement des peintures de paysages et de vues architecturales. 

## Œuvres
Il décore l'atrium de l'église San Biagio à Bologne vers 1750.